# Federazione di hockey su ghiaccio della Lituania
La Federazione lituana di hockey su ghiaccio (lit. Lietuvos ledo ritulio federacija, LLRF) è un'organizzazione fondata nel 1932 per governare la pratica dell'hockey su ghiaccio in Lituania.
Ha aderito all'International Ice Hockey Federation il 19 febbraio 1938.